# Championnats du monde de ski nordique 1941
Navigation
1939 1950
L'édition 1941 des championnats du monde de ski nordique s'est déroulée à Cortina d'Ampezzo (Italie) du 1er février au 10 février. Lors d'une réunion en 1946 à Pau, la FIS a déclaré ce championnat du monde non valide en raison du nombre limité de concurrents. Des médailles ont été décernées aux athlètes ayant participé à cet événement, mais les résultats ne sont pas pris en compte pas dans le palmarès des championnats du monde de ski nordique.

## Palmarès

### Ski de fond
| Épreuves                     | Dates | Or                                                                                | Argent                                                                    | Bronze                                                                                |
| ---------------------------- | ----- | --------------------------------------------------------------------------------- | ------------------------------------------------------------------------- | ------------------------------------------------------------------------------------- |
| Ski de fond 18 km            |       | Alfred Dahlqvist                                                                  | Jussi Kurikkala                                                           | Lauri Silvennoinen                                                                    |
| Ski de fond 50 km            |       | Jussi Kurikkala                                                                   | Mauritz Brännström (en)                                                   | Alfred Dahlqvist                                                                      |
| Ski de fond Relais 4 × 10 km |       | Finlande- Martti Lauronen - Jussi Kurikkala - Lauri Silvennoinen - Eino Olkinuora | Suède- Carl Pahlin - Donald Johansson - Nils Östensson - Alfred Dahlqvist | Italie- Aristide Compagnoni - Severino Compagnoni - Alberto Jammeron - Giulio Gerardi |

### Combiné nordique
| Épreuve                                  | Date | Or             | Argent             | Bronze             |
| ---------------------------------------- | ---- | -------------- | ------------------ | ------------------ |
| Combiné nordique Tremplin normal / 18 km |      | Gustav Berauer | Pauli Salonen (en) | Josef Gstrein (en) |

### Saut à ski
| Épreuve        | Date | Or                | Argent     | Bronze        |
| -------------- | ---- | ----------------- | ---------- | ------------- |
| Grand tremplin |      | Paavo Vierto (en) | Leo Laakso | Sven Selånger |

## Tableau des Médailles
| Place | Nation    | Médaille d'or | Médaille d'argent | Médaille de bronze | Total |
| ----- | --------- | ------------- | ----------------- | ------------------ | ----- |
| 1     | Finlande  | 3             | 3                 | 1                  | 7     |
| 2     | Suède     | 1             | 2                 | 2                  | 5     |
| 3     | Allemagne | 1             | 0                 | 1                  | 2     |
| 4     | Italie    | 0             | 0                 | 1                  | 1     |